# Лібрілья
Лібрілья (ісп. Librilla) — муніципалітет в Іспанії, у складі автономної спільноти Мурсія. Населення — 4614 осіб (2010).
Муніципалітет розташований на відстані близько 350 км на південний схід від Мадрида, 22 км на південний захід від Мурсії.
На території муніципалітету розташовані такі населені пункти: (дані про населення за 2010 рік)
- Ель-Аламільйо: 47 осіб
- Ла-Альберкілья: 14 осіб
- Белен: 11 осіб
- Ла-Каса-Моліна: 3 особи
- Ла-Ехеса: 46 осіб
- Лас-Лентіскосас: 11 осіб
- Лібрілья: 4386 осіб
- Лос-Паласіос: 16 осіб
- Перана: 45 осіб
- Лас-Пухантас: 0 осіб
- Лос-Вісентес: 35 осіб

## Демографія
Динаміка населення (INE ):

## Галерея зображень

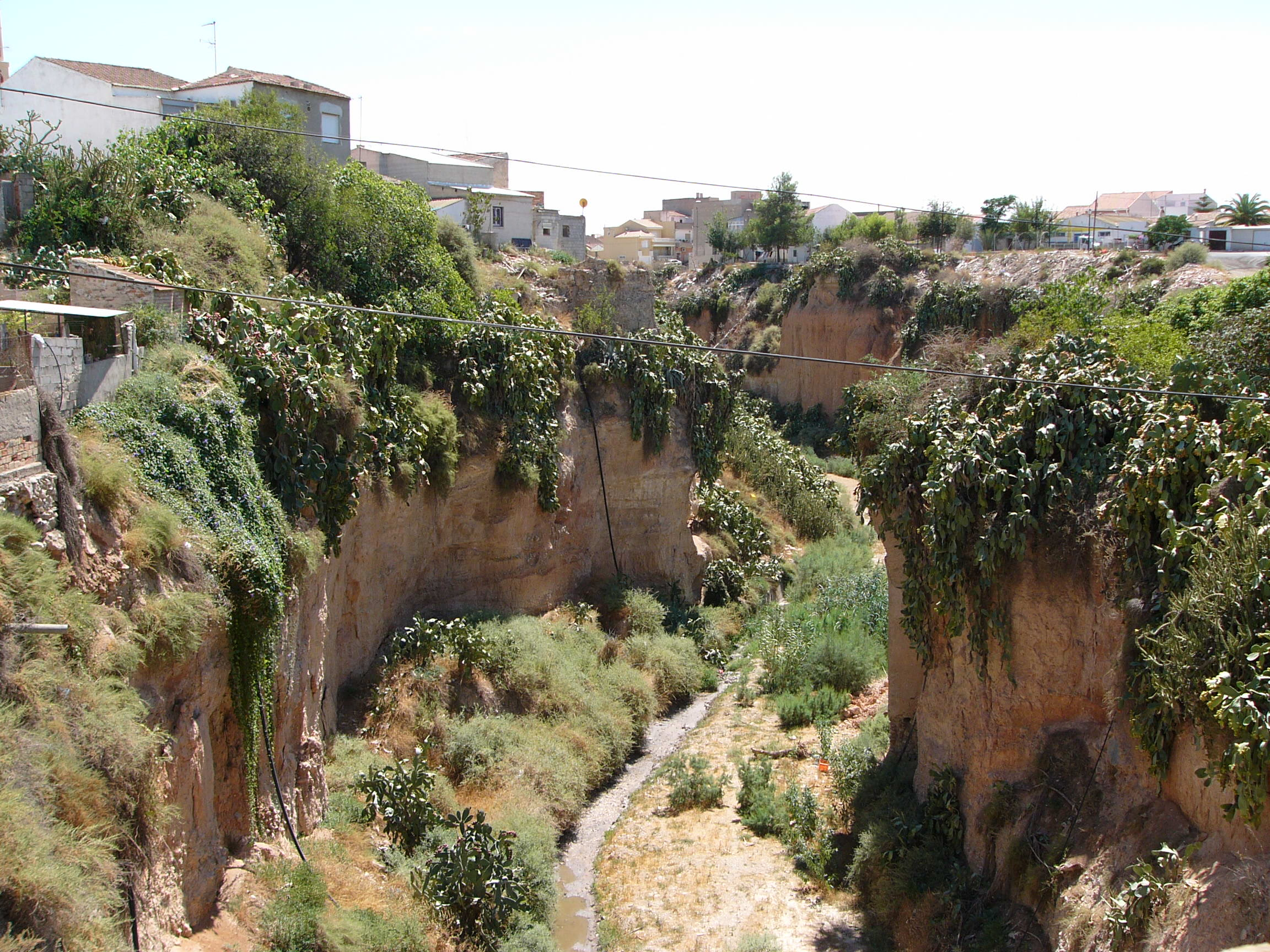
Річка Орон
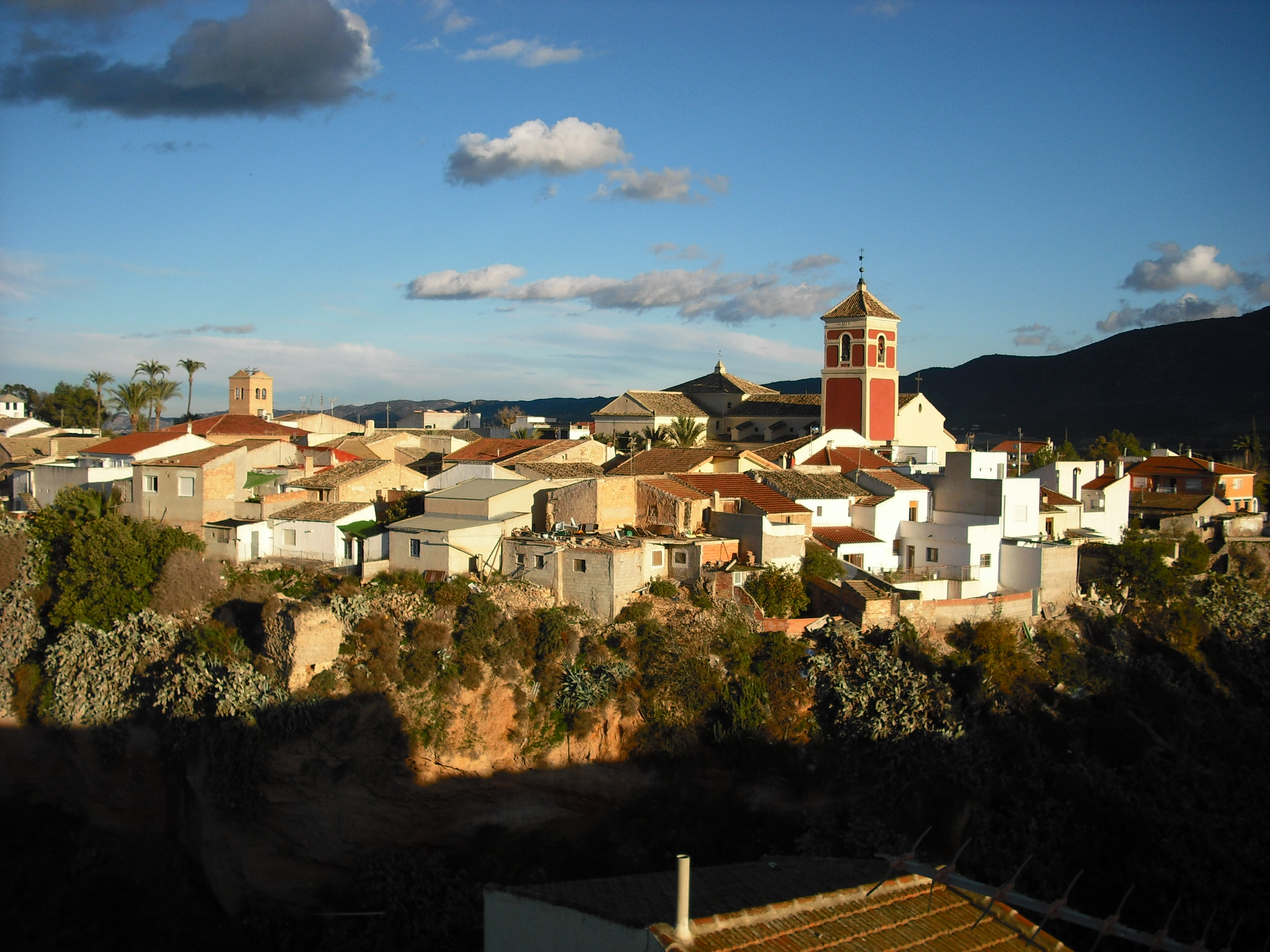
Лібрілья, стара частина міста